# Meredith Belbin
Meredith Belbin (né le 4 juin 1926 et mort le 6 mars 2025) est un psychosociologue britannique spécialiste du management d'équipe et créateur d'un inventaire de comportement (en) qui met en évidence les neuf rôles clés nécessaires au bon fonctionnement d'une équipe de résolution de problème.
Les comportements contribuant à la réussite de l'équipe peuvent être déclinés en neuf rôles : 
- Trois rôles orientés sur la réflexion : PRiseur, CoNcepteur, EXpert
- Trois rôles orientés sur l'action : ORganisateur, ProPulseur, PErfectionneur
- Trois rôles orientés sur la relation : ProMoteur, COordinateur, SOutien

Le même rôle peut être endossé dans des contextes professionnels donnés par des personnalités totalement distinctes. 
La démarche de Meredith Belbin permet de répondre à deux questions essentielles du management et de l'animation d'équipe en entreprise : 
- Pourquoi certaines équipes réussissent mieux que d'autres ?

Pour choisir les gens, on se pose la question : « Quelles compétences pour contribuer au projet, à l’équipe ? » 
Moins souvent, on complète par : « Qui pour contribuer au sein de cette équipe ? »
Dans les structures, ou les organisations, on prête davantage d’attention aux compétences qu’aux comportements. Les organisations traditionnelles souffrent de consanguinité, de clonage, la tendance naturelle est de s’entourer de pairs, de personnes qui me ressemblent.
- Si nul n'est parfait, une équipe peut l'être.

Le simple rassemblement d'individus n'est pas suffisant pour créer une équipe. La performance d'une équipe dépend de l'équilibre des rôles tenus par chacun de ses membres. Enfin, la force d’une équipe réside dans la diversité et la mixité des approches qu'elle est capable de fournir.

## La démarche des rôles en équipe
La méthode Belbin est un outil rationnel et scientifique [réf. souhaitée] qui permet d'évaluer les modes de coopération des membres dans une équipe. En identifiant les rôles endossés par chacun, on peut augmenter l'efficacité de l'équipe en jouant sur sa composition ou sur son fonctionnement interne.
Les études menées à Cambridge par Meredith Belbin pendant plus de 20 ans ont montré qu'il existe un nombre limité de rôles en équipe : 9 rôles. Chaque rôle se structure sur des constantes de comportement mises en œuvre dans le cadre professionnel.
Quatre démarches peuvent être utilisées :
1. Le profil d’auto-perception qui permet de répondre à la question : « Quelle image ai-je de moi-même en termes de rôle en équipe ? »
2. L’audit de perception des observateurs répond à la question : « Comment les autres me perçoivent-ils en termes de rôle en équipe ? »
3. Le rapport d'interactions d'une équipe afin d'évaluer les forces et faiblesses d'une équipe en présence
4. L'exigence de rôle pour identifier les aptitudes que l'on recherche dans un poste en préalable à un recrutement ou une mobilité interne : quels seront les apports à l’équipe de la personne, sa contribution à la dynamique de l’équipe, les comportements utiles aux progrès de l’équipe ?

## Les différences entre une équipe et un groupe
Les cinq caractéristiques d'une équipe performante : 
Une équipe performante est un groupe restreint d’individus :
1. Dédiés à une vision partagée et à des objectifs communs ;
2. Dotés de compétences et possédant des rôles complémentaires ;
3. Partageant une approche de travail commune et un sens de la communication ;
4. Liés par un sentiment de responsabilité mutuelle et de confiance ;
5. Animés par un leader.

|            | Équipe                                   | Groupe                                       |
| ---------- | ---------------------------------------- | -------------------------------------------- |
| Taille     | De 2 à 10-15                             | Plus de 10-15                                |
| Sélection  | Cruciale                                 | Sans rapport                                 |
| Leadership | Partagé ou alternant                     | Solo                                         |
| Perception | Connaissance et compréhension mutuelles  | Focus sur le leader                          |
| Style      | Bonne répartition des rôles Coordination | Convergence et conformisme                   |
| Esprit     | Interaction dynamique                    | Esprit de groupe Persécution des adversaires |